# Aconitum pteropus
Aconitum pteropus là một loài thực vật có hoa trong họ Mao lương. Loài này được Nakai mô tả khoa học đầu tiên năm 1937.